# Умаров, Махмуд Бедалович
Махмуд Бедалович Умаров (10 сентября 1924, Алма-Ата, Киргизская АССР, РСФСР, СССР — 25 декабря 1961, Ленинград, РСФСР, СССР) — советский стрелок из пистолета, Серебряный призёр Олимпийских игр 1956 и 1960 годов. Заслуженный мастер спорта СССР (1956).

## Биография
Участник Великой Отечественной войны. Военный фельдшер в воздушно-десантных войсках (15 гв. воздушно-десантная бригада; 208 монтажный острб). Подполковник медицинской службы.
Спортом начал заниматься в 1946 году, специализировался на стрельбе из пистолета на 50 метров. В 1953 году присвоено звание мастера спорта СССР, в 1956 году — звание заслуженный мастер спорта СССР.
Участвовал в Олимпийских играх 1956 и 1960 годов. В 1956 году занял второе место, проиграв Пентти Линносвуо. Четыре года спустя Умаров снова занял второе место, проиграв соотечественнику Алексею Гущину и опередив Ёсихиса Ёсикава.
Выиграл две золотые медали и завоевал серебряную медаль на чемпионате мира по стрельбе 1958, победил на чемпионатах Европы по стрельбе в 1955 и 1959.
Чемпион Спартакиады дружественных армий 1958 в стрельбе из малокалиберного пистолета на 50 метров в личном и командном зачётах.
По профессии врач. Окончил в 1950 году Военно-медицинскую академию имени С. М. Кирова, в 1953 году, после защиты диссертации присвоена ученая степень кандидата медицинских наук. Работал в клинике психиатрии, автор книги «Особенности психологической подготовки стрелка» (1960).
Скоропостижно скончался от сердечного приступа 25 декабря 1961 года. Похоронен на Богословском кладбище Санкт-Петербурга.

## Награды
- Медаль «За боевые заслуги»
- Медаль «За победу над Германией в Великой Отечественной войне 1941—1945 гг.»[2]
- Медаль «За трудовую доблесть» (27.04.1957) — «за успехи, достигнутые в деле развития массового физкультурного движения в стране, повышения мастерства советских спортсменов, и успешное выступление на международных соревнованиях»
- Медаль «За трудовую доблесть» (16.09.1960) — за успешные выступления в XVII летних и VIII зимних Олимпийских играх 1960 года, а также за выдающиеся спортивные достижения[3]